# Emiliano Zapata, Emiliano Zapata (Morelos)
Emiliano Zapata är en kommunhuvudort i Mexiko.   Den ligger i kommunen Emiliano Zapata och delstaten Morelos, i den sydöstra delen av landet, 70 km söder om huvudstaden Mexico City. Emiliano Zapata ligger 1 267 meter över havet och antalet invånare är 37 724.
Terrängen runt Emiliano Zapata är kuperad österut, men västerut är den platt. Runt Emiliano Zapata är det tätbefolkat, med 591 invånare per kvadratkilometer. Närmaste större samhälle är Jiutepec, 4,6 km norr om Emiliano Zapata. I omgivningarna runt Emiliano Zapata växer huvudsakligen savannskog.